# Guido Trentin
Guido Trentin (Grandate, Llombardia, 24 de novembre de 1975) és un ciclista italià, ja retirat, que fou professional des del 1998 fins al 2007.
En el seu palmarès destaca una victòria d'etapa a la Volta a Espanya de 2002, així com el Tour de Poitou-Charentes del mateix any.

## Palmarès
- 1997
  - 1r al Triptyque Ardennais
- 1999
  - 1r a la Trans Canada
- 2000
  - Vencedor d'una etapa del Tour de Langkawi
- 2002
  - Vencedor d'una etapa de la Volta a Espanya
  - 1r al Tour de Poitou-Charentes
- 2005
  - Vencedor d'una etapa del Trofeu Joaquim Agostinho
  - Vencedor d'una etapa del Tour de la Regió Valona

### Resultats al Giro d'Itàlia
- 2005. 40è de la classificació general
- 2006. 30è de la classificació general

### Resultats al Tour de França
- 2000. 18è de la classificació general
- 2001. 45è de la classificació general
- 2003. 63è de la classificació general

### Resultats a la Volta a Espanya
- 2001. 74è de la classificació general
- 2002. 15è de la classificació general. Vencedor d'una etapa.
- 2003. 19è de la classificació general
- 2004. 76è de la classificació general